# Quenda
Isoodon obesulus, conhecido como bandicoot-marrom-do-sul(a) ou quenda, é uma espécie de marsupial da família Peramelidae, endêmica da Austrália.

## Subespécies
Enquanto algumas autoridades listam até cinco subespécies (I. o. fusciventer (J. E. Gray, 1841); I. o. obesulus (Shaw, 1797); I. o. peninsulae Thomas, 1922; I. o. affinus (Waterhouse, 1846); I. o. nauticus Thomas, 1922), a edição mais recente de Mammal Species of the World lista somente o I. o. nauticus como subespécie válida, além da forma nominal; as outras são consideradas como sinônimos.
- Isoodon obesulus nauticus Thomas, 1922 - endêmico do arquipélago de Nuyt, onde pode ser encontrado nas ilhas de East e West Franklin e St. Francis; material subfóssil tem sido encontrado na ilha de Flinders.
- Isoodon obesulus obesulus (Shaw, 1797) - encontrado na Austrália, arquipélago de Recherche, ilha do Canguru, Tasmânia, ilha do Rei e Grupo de Furneaux.

## Leituras adicionais
- GROVES, C. P. Order Peramelemorphia. In: WILSON, D. E.; REEDER, D. M. (Eds.). Mammal Species of the World: A Taxonomic and Geographic Reference. 3. ed. Baltimore: Johns Hopkins University Press, 2005. v. 1, p. 38-42.
- FRIEND, T.; MORRIS, K.; van WEENEN, J.; WINTER, J.; MENKHORST, P. 2008. bandicoot%20obesulus Isoodon obesulus. In: IUCN 2008. 2008 IUCN Red List of Threatened Species. <www.iucnredlist.org>. Acessado em 12 de dezembro de 2008.